# Go Getters
The Go Getters är ett rockabillyband från Västerås i Sverige grundat 1988. 
Bandets medlemmar är:
- Peter Sandberg: sång & trummor
- Tobias Bergquist: gitarr.
- Jonny Andersson: ståbas

Före detta medlem är gitarristen Robin Johnson som avled juni 2011 i sviterna av en motorcykelolycka.

## Diskografi

### Album
- Real Gone 1993
- Hotter Than a Pepper, 1996
- Rock 'n' Roll Is Everywhere, 1998
- Welcome To Sin City, 2001
- Live in L.A, 2003
- Motormouth, 2004
- Hot Rod Roadeo, 2008

### Singlar
- MexiGo!, 1996
- Brand New Cadillac, 2003